# Дубенки (22712000230)
Дубенки (рос. Дубенки) — присілок в Борському міському окрузі Нижньогородської області Російської Федерації.
Населення становить 21 особу. Входить до складу муніципального утворення Міський округ місто Бор.

## Історія
Від 2010 року входить до складу муніципального утворення Міський округ місто Бор.

## Населення
| 2002 | 2010 |
| ---- | ---- |
| 30   | ↘21  |